# ويليام فيتر
ويليام فيتر (بالإنجليزية: William Fetter)‏ هو مهندس أمريكي، ولد في 14 مارس 1928 في إنديبندنس في الولايات المتحدة، وتوفي في 23 يونيو 2002 في بالفيو في الولايات المتحدة.